# Mario Tennis Open
Mario Tennis Open  est un jeu vidéo de tennis développé par Camelot Software Planning et édité par Nintendo sur Nintendo 3DS en mai 2012. Il est par la suite sorti fin 2012 en version dématérialisée sur le Nintendo eShop et le 16 octobre 2015 dans la collection Nintendo Selects en Europe. Il s'agit du cinquième jeu de la série Mario Tennis qui met en scène des personnages de l'univers Super Mario dans des matchs de tennis. Il a été annoncé lors du Tokyo Game Show de 2011.
Le jeu inclut un total de vingt-cinq personnages jouables, comprenant des classiques comme Mario, Luigi et Bowser comme des nouveaux venus dans la série, à savoir Bébé Peach, Luma et Bowser Skelet.
Mario Tennis Open est le premier jeu de toute la série Super Mario à intégrer l'utilisation de Codes QR qui sont utilisables pour débloquer des personnages.
Le jeu a été globalement bien accueilli par la presse, avec par exemple un score moyen de 69 % sur GameRankings. Les critiques formulées sur ce jeu ont été très positives, saluant notamment le gameplay très accessible.

## Système de jeu

### Généralités
Mario Tennis Open reprend le système de jeu des précédents opus de la série : des matchs en simple ou en double contre un personnage que le joueur doit battre pour gagner. Pour renvoyer la balle à son adversaire, le joueur dispose de plusieurs commandes et peut ainsi effectuer un coup haut, un coup fort ou encore un coup plat. De temps en temps, des cercles colorés dits coups chance apparaissent sur le terrain. Lorsque le joueur se positionne dessus, la balle renvoyée est plus puissante qu'avec un coup normal. Le mode gyroscope de la console permet au joueur d'avoir une vue horizontale du terrain qui peut ainsi diriger ses renvois de balle en déplaçant la console dans la direction voulue.
Le jeu comprend un total de huit courts, dont un est à débloquer. Chaque court dispose d'un propre type de surface qui affecte les déplacements de la balle. Le joueur doit ainsi choisir sa stratégie en fonction de chaque type de terrain. Par exemple, la balle est plus lente sur le court Vallée Champignon mais le rebond plus fort tandis que sur le court Palais de Peach la balle est plus rapide mais rebondit normalement. Les personnages sont aussi répartis en fonction de leur type de jeu, comme puissance, vitesse et technique. Le joueur doit donc adapter le type du  personnage avec lequel il joue au type de terrain sélectionné.

### Modes de jeu
Différents modes de jeu sont proposés. Le joueur peut choisir entre un tournoi, un match simple et un jeu spécial. Dans le mode tournoi, il doit progresser parmi les différentes coupes proposées, chaque coupe ayant un niveau de difficulté supérieur à la précédente. Dans le mode de matchs simples nommé Exhibition, le joueur choisit le court sur lequel il veut jouer et les paramètres du match. En outre, le mode de jeux spéciaux propose quatre activités dérivées du tennis, comme un match dont le but est de faire franchir un maximum d'anneaux à la balle, qui permettent chacune de débloquer un personnage.
Par ailleurs, Mario Tennis Open propose un mode Multijoueur local dans lequel deux à quatre joueurs peuvent s'affronter via connexion sans fil. Il y a également un mode de jeu en ligne qui permet aux joueurs du monde entier de se confronter. Ce mode permet aussi au joueur de jouer avec ses amis. De même, le jeu est compatible avec la fonction StreetPass dans lequel le joueur y défie les Mii rencontrés et peut aussi coopérer avec eux dans un jeu de défi anneaux.

### Personnages
Le jeu comprend initialement un total de treize personnages jouables, chacun disposant d'un style de jeu qui lui est propre. De plus, quatre autres personnages sont à débloquer en réalisant des défis. Le joueur peut également débloquer d'autres personnages via la fonction Codes QR, comme sept Yoshi de couleurs.
Les personnages sont répartis selon six catégories influençant leurs statistiques et leur manière de jouer. Ainsi, un personnage complet dispose de statistiques plutôt équilibrées, alors qu'un type technique a tendance à mieux envoyer les balles dans les coins du court. De même, le type défense voit ses réceptions de balles facilitées, tandis qu'un type puissance peut envoyer des coups rapides au détriment de sa vitesse. Enfin, un type ruse envoie des balles dont la trajectoire est incurvée, rendant ainsi sa direction plus aléatoire, et un type vitesse bénéficie d'une excellente vitesse de déplacement sur le terrain.
- Mario (complet)
- Luigi (complet)
- Peach (technique)
- Yoshi (vitesse)
- Daisy (technique)
- Boo (ruse)
- Bowser Jr. (ruse)
- Diddy Kong (vitesse)
- Donkey Kong (puissance)
- Waluigi (défense)
- Wario (puissance)
- Bowser (puissance)
- Bowser Skelet (défense)
- Bébé Mario (vitesse)
- Bébé Peach (ruse)
- Luma (technique)
- Métal Mario (puissance)
- Mii

## Développement
Mario Tennis Open a été développé par le studio Camelot Software Planning et a été annoncé pour la première fois en 2011 lors du Tokyo Game Show.

## Accueil

### Critiques
Le jeu a reçu des critiques globalement très positives, notamment dues à son gameplay très accessible. Les sites de compilations de critiques GameRankings et Metacritic lui accordent une moyenne de 69 % calculée respectivement sur trente-huit et cinquante-huit critiques,.
Jeuxvideo.com donne un avis très positif et qualifie le jeu comme « réellement divertissant ». Bien que Gamekult qualifie le gameplay de « fantastique », il décrit néanmoins un contenu « affligeant ». Gameblog, quant à lui, souligne notamment la présence de modes multijoueur en local et en ligne. Le gameplay « ultra accessible » est également mentionné.

### Ventes
En mars 2013, 1 110 000 million d'exemplaires de Mario Tennis Open ont été vendus dans le monde, faisant de lui l'un des trente-quatre jeux les plus vendus sur Nintendo 3DS.